# The Jackson 5

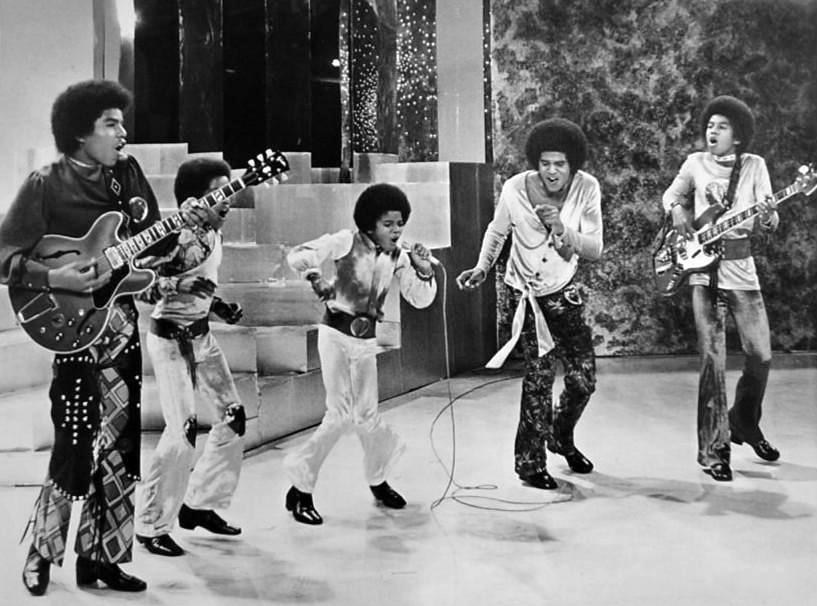
The Jackson 5 1971.

The Jackson 5 var en musikgrupp som bildades av Joseph Jackson år 1962. Medlemmarna i bandet var syskonen Jackie, Tito, Marlon och Jermaine; Michael Jackson kom senare in 1963 när han var fem år gammal och blev då förste sångare i gruppen. Gruppen var fullt aktiv 1966–1990. Från 1975 kallades gruppen The Jacksons. The Jackson 5 invaldes i Rock and Roll Hall of Fame år 1997.

## The Jackson 51962–1976
Joe och Katherine Jackson upptäckte att deras söner hade musikaliska talanger och började träna dem hårt. Tito visade sig vara bra på gitarr och Jermaine var från början ledsångare. Först hette gruppen The Jackson Brothers men ändrades senare till Jackson 5. Joe blev deras manager och ordnade så att de fick spela på nattklubbar och talangjakter. Bröderna blev kända i sin hemstad och efter att ha vunnit en stor lokal talangjakt så började de spela på mer professionellt och de fick ett kontrakt på Steeltown Records där de spelade in och släppte sin första singel Big Boy, som blev en regional hit. Jackson 5 turnerade ofta i Indiana. Bröderna vann ännu en talangjakt på Apollo Theater i Harlem där bl.a. Gladys Knight satt i publiken och blev väldigt imponerad. Hon rekommenderade gruppen till Motowns grundare Berry Gordy, men eftersom han redan hade en tonåring, Stevie Wonder, så var han tveksam till att skriva kontrakt med fler tonåringar.
Efter att ha spelat som förband till Bobby Taylor (& The Vancouvers), som blev djupt imponerad av det han såg, så ordnade han en audition för Motown, där de spelade och sjöng James Brown–låten "I Got the Feelin'". Berry Gordy var inte med när de spelade men Bobby Taylor och Motown–anställde Suzanne de Passe spelade in auditionen på band och skickade den till Berry. Berrys tveksamhet försvann direkt efter att ha sett bröderna uppträda och skrev kontrakt med dem.
Många av deras låtar var covers på andra Motown–artisters låtar såsom Sly and the Family Stones Stand! och The Miracles Who's Lovin' You, skriven av Smokey Robinson.
År 1969 såg Gordy till att flytta Joseph och Jackson 5 till Kalifornien; Joseph, Jackie, Tito och Jermaine fick bo hos Gordy, medan Michael och Marlon fick bo hos Diana Ross. Josephs fru Katherine fick bo kvar i Gary med sina döttrar Janet, La Toya och Rebbie.
Många av Jackson 5:s låtar var skrivna av The Corporation, som bestod av Berry Gordy, Alphonzo Mizell, Deke Richards och Freddie Perren. Gruppen hade många framgångsrika år på Motown. Deras första stora hit hette I Want You Back (1969) som gick upp på förstaplatsen på den amerikanska Billboard-listan. Uppföljarna The Love You Save, ABC och I'll Be There gick också upp på förstaplatsen. Never Can Say Goodbye, Mama's Pearl och Dancing Machine blev också stora succéer. I Sverige är Goin' Back to Indiana deras största hit.
Nu när de hade blivit mer framgångsrika kunde Katherine och resten av familjen också flytta till Kalifornien, där de köpte en stor herrgård som de döpte till Hayvenhurst.
Jackson 5 hade nu blivit otroligt populära och de fick till och med sin egen tecknade serie.
Efter 1972 tappade Jackson 5 lite av sin popularitet, vilket enligt Joseph berodde på att Motown inte marknadsförde bröderna tillräckligt och att de inte fick skriva och spela in sina egna låtar, trots att de spelade alla instrumenten själva live. Joseph kände att Jackson 5 skulle kunna bli ännu mer populära och framgångsrika utan Motown och började leta efter ett nytt skivbolag.

## The Jacksons1976–1989
1976 lämnade gruppen Motown, efter att ha släppt dryga tiotalet singlar som sålt i över 100 miljoner exemplar, och skrev på för Epic Records. Michaels äldre bror Jermaine, som då var gift med Berry Gordys dotter Hazel, valde att stanna på Motown och satsa på sin solokarriär. Jermaine blev ersatt av Michaels yngre bror Randy Jackson, och tillsammans med sina andra bröder bildade de The Jacksons, eftersom namnet The Jackson 5 tillhörde Motown.
Flytten till Epic gjorde att gruppen fick skriva och producera egna låtar till sina skivor vilket de inte fått på Motown. De fick också en egen TV–show på kanalen CBS, som fick namnet The Jacksons TV Show, alla bröder plus Jackson–systrarna fick vara med i showen som gick i två säsonger från juni 1976 till 1977. 
The Jacksons stora succélåtar var bland annat Blame It on the Boogie, Shake Your Body (Down to the Ground), Things I Do for You, Lovely One, Heartbreak Hotel (namnet på den låten ändrades senare till This Place Hotel), Can You Feel It och State of Chock, en duett med Michael och Mick Jagger. Från början var det tänkt att Queensångaren Freddie Mercury skulle ha sjungit låten med Michael, men samarbetet avbröts. Dock har demo–inspelningen där Michael och Freddie sjunger tillsammans läckt ut på internet.
The Jacksons släppte sammanlagt sju album. Det första var The Jacksons, vars största hit blev Enjoy Yourself och Show You the Way to Go. Albumet blev inte någon jättesuccé, men deras nästa album Destiny blev mer framgångsrikt, med låtar som Shake Your Body (Down to the Ground) och Blame It on the Boogie. Deras tredje album Triumph hade en mindre hit med låten Can You Feel It, en hyllningslåt till mänskliga relationer och enighet. Brodern Jermaine Jackson återförenades senare med gruppen, varpå deras näst sista skiva Victory utgavs. Michael sade att efter Victory Tour 1984 skulle han lämna gruppen och satsa på sin solokarriär. The Jacksons släppte 1989 sin sista skiva 2300 Jackson Street utan Michael och Marlon.

## The Jacksons2012
I april 2012 meddelade Jackie, Tito, Jermaine & Marlon att de skulle återförenas för flera amerikanska konserter för sin The Jacksons: Unity Tour 2012.

## Bandmedlemmar
Nuvarande medlemmar
- Jackie Jackson – Sång (1964–1990, 2001, 2012–)
- Marlon Jackson – sång (1964–1984, 2001, 2012–)

Tidigare medlemmar
- Michael Jackson – sång (1964–1984, 2001)
- Randy Jackson – sång, Keyboard (1975–1990, 2001)

- Tito Jackson – sång, gitarr (1964–1990, 2001, 2012–2024)
- Jermaine Jackson – sång, Bas (1964–1975, 1984–1990, 2001, 2012–2020)

## Diskografi

### Motown (The Jackson 5)
- 1969 – Diana Ross Presents The Jackson 5
- 1970 – ABC
- 1970 – Third Album
- 1970 – The Jackson 5 Christmas Album
- 1971 – Maybe Tomorrow
- 1971 – Goin' Back to Indiana
- 1972 – Lookin' Through the Windows
- 1973 – Skywriter
- 1973 – The Jackson 5 in Japan (släpptes bara i Japan)
- 1973 – Get It Together
- 1974 – Dancing Machine
- 1975 – Moving Violation

### CBS (The Jacksons)
- 1976 – The Jacksons
- 1977 – Goin' Places
- 1978 – Destiny
- 1980 – Triumph
- 1981 – The Jacksons Live
- 1984 – Victory
- 1989 – 2300 Jackson Street

## Turnéer

### The Jackson 5–turnéer
- 1970 – The Jackson 5 First National Tour
- 1971 – The Jackson 5 Second National Tour
- 1971–1972 – The Jackson 5 US Tour
- 1972 – The Jackson 5 European Tour
- 1973–1975 The Jackson 5 World Tour
- 1976 – The Jackson 5 World Tour

### The Jacksons–turnéer
- 1977 – European Tour
- 1978 – Interim Tour
- 1979–1980 – Destiny Tour
- 1981 – Triumph Tour
- 1984 – Victory Tour
- 2012 - Unity Tour 2012